# Lista de vereadores de Abelardo Luz
Esta é a lista de vereadores de Abelardo Luz, município brasileiro do estado de Santa Catarina.
A câmara municipal de Abelardo Luz é formada por onze cadeiras. O auditório principal chama-se Plenário Arno de Andrade.

## 16ª Legislatura (2021–2024)
Estes são os vereadores eleitos nas eleições de 15 de novembro de 2020, pelo período de 1º de janeiro de 2021 a 31 de dezembro de 2024:
|    | Nome                                                                       | Partido                                | Votos | %    | Observações |
| -- | -------------------------------------------------------------------------- | -------------------------------------- | ----- | ---- | ----------- |
| 1  | Ademar Acosta, Dema Eletrônica (Erval Grande, 23.02.1975–)                 | Partido Social Democrático (PSD)       | 448   | 4,68 | 1º mandato  |
| 2  | Vilmar Baumgratz (Campo Erê, 23.04.1981–)                                  | Partido dos Trabalhadores (PT)         | 384   | 4,01 | 2º mandato  |
| 3  | Antônio Teixeira de Freitas, Toni Freitas (Xanxerê, 08.11.1967–)           | Progressistas (PP)                     | 375   | 3,92 | 1º mandato  |
| 4  | Alzomiro Brizola de Jesus, Alzo Brizola (2021-2022) (Xanxerê, 10.11.1977–) | Partido dos Trabalhadores (PT)         | 342   | 3,57 | 2º mandato  |
| 5  | Armindo Andreis, Bica (Itatiba do Sul, 16.09.1954–)                        | Partido Liberal (PL)                   | 337   | 3,52 | 5º mandato  |
| 6  | Antônio Tamaluski, Tonico (Abelardo Luz, 21.03.1969–)                      | Partido dos Trabalhadores (PT)         | 332   | 3,47 | 1º mandato  |
| 7  | Rubi Schinato dos Santos, Policial Rubi (Machadinho, 06.06.1964–)          | Partido Liberal (PL)                   | 303   | 3,17 | 1º mandato  |
| 8  | Terezinha Dejanira Vieira Bulle (Jacuizinho, 08.08.1947–)                  | Partido dos Trabalhadores (PT)         | 289   | 3,02 | 1º mandato  |
| 9  | Otílio da Câmara, (padeiro) (2023-2024) (Erechim, 28.07.1939–)             | Movimento Democrático Brasileiro (MDB) | 281   | 2,94 | 8º mandato  |
| 10 | Carlos de Sennes Pinto, Carlinhos (Clevelândia, 01.08.1963–)               | Movimento Democrático Brasileiro (MDB) | 275   | 2,87 | 4º mandato  |
| 11 | Eguinaldo Fortes Mendes, Horacinho Fortes (Abelardo Luz, 23.09.1988–)      | Progressistas (PP)                     | 245   | 2,56 | 2º mandato  |

## 15ª Legislatura (2017–2020)
Estes são os vereadores eleitos nas eleições de 2 de outubro de 2016, pelo período de 1º de janeiro de 2017 a 31 de dezembro de 2020:
|    | Nome                                                                          | Partido                                            | Votos | %    | Observações                                               |
| -- | ----------------------------------------------------------------------------- | -------------------------------------------------- | ----- | ---- | --------------------------------------------------------- |
| 1  | Fabrício Zorzi, Zozi (Abelardo Luz, 10.05.1983–)                              | Partido da Social Democracia Brasileira (PSDB)     | 990   | 9,32 | 1º mandato                                                |
| 2  | Germino Gotardo, Preto Gotardo (Nova Prata, 17.07.1962–)                      | Partido Progressista (PP)                          | 556   | 5,24 | 1º mandato                                                |
| 3  | Lucas Sernajoto (01 a 04.2017) e (09.2017-12.2018) (Capinzal, 23.07.1974–)    | Partido do Movimento Democrático Brasileiro (PMDB) | 501   | 4,72 | 1º mandato                                                |
| 4  | Tiago Sefani Kosinski (Abelardo Luz, 21.10.1986–)                             | Partido dos Trabalhadores (PT)                     | 484   | 4,56 | 1º mandato                                                |
| 5  | Vilmar Baumgratz (Campo Erê, 23.04.1981–)                                     | Partido dos Trabalhadores (PT)                     | 355   | 3,34 | 1º mandato                                                |
| 6  | Carla Cristina Antunes Kleinebing (Atalanta, 29.05.1978–)                     | Partido Social Democrático (PSD)                   | 350   | 3,30 | 1º mandato                                                |
| 7  | Selvino Pereira da Silva (Colorado, 24.10.1955–)                              | Partido Social Democrático (PSD)                   | 328   | 3,09 | 1º mandato                                                |
| 8  | Queila Cristina Baretta (2019-2020) (Abelardo Luz, 01.10.1978–)               | Partido Progressista (PP)                          | 328   | 3,09 | 1º mandato                                                |
| 9  | Carlos de Sennes Pinto, Carlinhos (Clevelândia, 01.08.1963–)                  | Partido do Movimento Democrático Brasileiro (PMDB) | 303   | 2,85 | 3º mandato                                                |
| 10 | Marcil Pompeo da Silva (01.2017) e (04 a 09.2017) (Abelardo Luz, 18.11.1963–) | Partido Social Cristão (PSC)                       | 299   | 2,82 | 2º mandato Renunciou em 26.04.2019                        |
| 11 | Isabel Jesus de Andrade, Bel de Andrade (Abelardo Luz, 06.08.1973–)           | Partido do Movimento Democrático Brasileiro (PMDB) | 292   | 2,75 | 2º mandato                                                |
| —  | Antonio de Medeiros, Silvame (Abelardo Luz, 17.11.1957–)                      | Partido Trabalhista Brasileiro (PTB)               | 249   | 2,34 | 2º mandato Assumiu em 06.05.2019 na vaga de Marcil Pompeo |

## 14ª Legislatura (2013–2016)
Estes são os vereadores eleitos nas eleições de 7 de outubro de 2012, pelo período de 1º de janeiro de 2013 a 31 de dezembro de 2016:
|    | Nome                                                                                       | Partido                                            | Votos | %    | Observações |
| -- | ------------------------------------------------------------------------------------------ | -------------------------------------------------- | ----- | ---- | --- |
| 1  | Joel José Tomazi (Nova Erechim, 30.01.1976–)                                               | Partido dos Trabalhadores (PT)                     | 715   | 7,06 | 3º mandato Renuncia o mandato para tomar posse como Secretário municipal de Planejamento e Gestão                                                   |
| 2  | Alzomiro Brizola de Jesus (Xanxerê, 10.11.1977–)                                           | Partido dos Trabalhadores (PT)                     | 691   | 6,82 | 1º mandato Renuncia o mandato para tomar posse como Secretário municipal de Agricultura e Meio Ambiente                                             |
| 3  | Professor Pedrinho Oliveira Nunes (Sertão, 16.09.1953–)                                    | Partido do Movimento Democrático Brasileiro (PMDB) | 677   | 6,69 | 1º mandato Afastou-se do cargo por 30 dias, para tratar de assuntos particulares                                                                    |
| 4  | Isabel Jesus de Andrade, Bel de Andrade (Abelardo Luz, 06.08.1973–)                        | Partido dos Trabalhadores (PT)                     | 485   | 4,79 | 1º mandato |
| 5  | Roberto Vilant de Biasi (Xanxerê, 08.10.1973–)                                             | Partido dos Trabalhadores (PT)                     | 464   | 4,58 | 1º mandato |
| 6  | Antonio de Medeiros, Silvame (Abelardo Luz, 17.11.1957–)                                   | Partido Trabalhista Brasileiro (PTB)               | 436   | 4,31 | 1º mandato Afastou-se do cargo por 30 dias, para tratamento pós-cirúrgico                                                                           |
| 7  | Armindo Andreis, Bica (Itatiba do Sul, 16.09.1954–)                                        | Partido Progressista (PP)                          | 407   | 4,02 | 4º mandato |
| 8  | Avelino Paulo Andretta, Neguinho Andretta (2013-2014) (São Lourenço do Oeste, 30.10.1981–) | Partido dos Trabalhadores (PT)                     | 391   | 3,86 | 2º mandato |
| 9  | Otílio da Câmara, (padeiro) (2015-2016) (Erechim, 28.07.1939–)                             | Partido Progressista (PP)                          | 383   | 3,78 | 7º mandato |
| 10 | Carlos de Sennes Pinto, Carlinhos (Clevelândia, 01.08.1963–)                               | Partido do Movimento Democrático Brasileiro (PMDB) | 373   | 3,68 | 2º mandato Afastou-se do cargo por 30 dias, para tratar de assuntos particulares                                                                    |
| —  | Antonio Roque Vaz (Abelardo Luz, 16.08.1966–)                                              | Partido Progressista (PP)                          | 343   | 3,39 | 1º mandato Assumiu em 15.02.2013 na vaga de Joel Tomazi e renuncia o mandato para tomar posse como Secretário municipal de Ind., Comércio e Turismo |
| —  | Vilmar Domanski, Boca Domanski (Pato Branco, 14.06.1980–)                                  | Partido da Social Democracia Brasileira (PSDB)     | 343   | 3,39 | 1º mandato Assumiu de 06.07 a 05.08.2015, na vaga de Carlos de Sennes por 30 dias                                                                   |
| —  | Eldi Zanchet, Zeca (Xanxerê, 17.02.1952–)                                                  | Partido Democrático Trabalhista (PDT)              | 339   | 3,35 | 4º mandato Assumiu em 22.02.2016 na vaga de Alzomiro de Jesus                                                                                       |
| 11 | Vilmar Timóteo Rosa de Oliveira, Maluf (Santo Antônio do Sudoeste, 19.12.1967–)            | Partido Social Democrático (PSD)                   | 335   | 3,31 | 1º mandato |
| —  | Selvino Pereira da Silva (Colorado, 24.10.1955–)                                           | Partido Social Democrático (PSD)                   | 322   | 3,18 | 1º mandato Assumiu de 20.10 a 19.11.2014, na vaga de Antonio de Medeiros e por 60 dias, na vaga de Vilmar Maluf                                     |
| —  | Adroaldo Machado de Lima (Abelardo Luz, 08.12.1964–)                                       | Partido dos Trabalhadores (PT)                     | 272   | 2,69 | 1º mandato Assumiu em 05.05.2014 na vaga de Alzomiro de Jesus                                                                                       |
| —  | Eguinaldo Fortes Mendes, Horacinho Fortes (Abelardo Luz, 23.09.1988–)                      | Partido Progressista (PP)                          | 171   | 1,69 | 1º mandato Assumiu em 20.10.2014 na vaga de A. Roque Vaz                                                                                            |
| —  | Francisco Alves de Quadros, Chiquinho Quadros (Ouro Verde, 04.10.1956–)                    | Partido do Movimento Democrático Brasileiro (PMDB) | 107   | 1,07 | 1º mandato Assumiu de 06.07 a 05.08.2015, na vaga de Pedrinho Oliveira por 30 dias                                                                  |

## 13ª Legislatura (2009–2012)
Estes são os vereadores eleitos nas eleições de 5 de outubro de 2008, pelo período de 1º de janeiro de 2009 a 31 de dezembro de 2012:
|   | Nome                                                                           | Partido                                            | Votos | %    | Observações                                              |
| - | ------------------------------------------------------------------------------ | -------------------------------------------------- | ----- | ---- | -------------------------------------------------------- |
| 1 | Otílio da Câmara, padeiro (07 a 12.2011) (Erechim, 28.07.1939–)                | Partido Progressista (PP)                          | 730   | 7,34 | 6º mandato                                               |
| 2 | Claudecir Sperotto (Abelardo Luz, 07.05.1968–)                                 | Partido do Movimento Democrático Brasileiro (PMDB) | 600   | 6,04 | 1º mandato                                               |
| 3 | Luis Antonio Mignoni, Bilé (01 a 05.2011) (Abelardo Luz, 01.08.1969–)          | Partido Progressista (PP)                          | 586   | 5,89 | 1º mandato Cassado o mandato pela Câmara                 |
| 4 | Joel José Tomazi (Nova Erechim, 30.01.1976–)                                   | Partido dos Trabalhadores (PT)                     | 565   | 5,68 | 2º mandato                                               |
| 5 | Avelino Paulo Andretta, Neguinho Andretta (São Lourenço do Oeste, 30.10.1981–) | Partido dos Trabalhadores (PT)                     | 536   | 5,39 | 1º mandato                                               |
| 6 | Márcia Silvana dos Santos (Xanxerê, 28.11.1968–)                               | Democratas (DEM)                                   | 495   | 4,98 | 1º mandato                                               |
| 7 | Armindo Andreis, Bica (2009) (Itatiba do Sul, 16.09.1954–)                     | Partido Progressista (PP)                          | 457   | 4,60 | 3º mandato                                               |
| 8 | Sebastião Vitt Cândido (2010) e (05 a 07.2011) (Araranguá, 24.01.1946–)        | Partido do Movimento Democrático Brasileiro (PMDB) | 417   | 4,19 | 2º mandato                                               |
| — | Antonio Kleinebing (2012) (Tangará, 11.07.1949– Abelardo Luz, 21.05.2024)      | Partido Progressista (PP)                          | 401   | 4,03 | 1º mandato Assumiu em 07.2011 na vaga de Luis A. Mignoni |
| 9 | Marcil Pompeo da Silva, Pompeozinho (Abelardo Luz, 18.11.1963–)                | Partido Trabalhista Brasileiro (PTB)               | 353   | 3,55 | 1º mandato                                               |

## 12ª Legislatura (2005–2008)
Estes são os vereadores eleitos nas eleições de 3 de outubro de 2004, pelo período de 1º de janeiro de 2005 a 31 de dezembro de 2008:
|   | Nome                                                                                | Partido                                            | Votos | %    | Observações |
| - | ----------------------------------------------------------------------------------- | -------------------------------------------------- | ----- | ---- | ----------- |
| 1 | Jocimar Luís Narzetti, Kiko (03 a 12.2008) (São Valentim, 22.06.1970–)              | Partido da Frente Liberal (PFL)                    | 883   | 8,91 | 1º mandato  |
| 2 | Denilson Luiz Rodrighero (2005) (Abelardo Luz, 20.07.1965–)                         | Partido Trabalhista Brasileiro (PTB)               | 733   | 7,39 | 2º mandato  |
| 3 | Joel José Tomazi (Nova Erechim, 30.01.1976–)                                        | Partido dos Trabalhadores (PT)                     | 622   | 6,27 | 1º mandato  |
| 4 | Carlos de Sennes Pinto, Carlinhos (Clevelândia, 01.08.1963–)                        | Partido da Frente Liberal (PFL)                    | 549   | 5,54 | 1º mandato  |
| 5 | Luiz Alberto Piccinin, Nego Fabris (15 a 31.12.2007) (Joaçaba, 17.12.1957–)         | Partido da Frente Liberal (PFL)                    | 547   | 5,52 | 4º mandato  |
| 6 | Lécio Luiz Panisson (2006) e (01 a 03.2008) (Machadinho, 25.08.1943–)               | Partido do Movimento Democrático Brasileiro (PMDB) | 468   | 4,72 | 1º mandato  |
| 7 | Vilmar Lemes de Souza, Neguinho (Abelardo Luz, 04.05.1970–)                         | Partido do Movimento Democrático Brasileiro (PMDB) | 452   | 4,56 | 1º mandato  |
| 8 | Marlene Agheta Piccinin (01 a 12.2007) (Ibiraiaras, 15.05.1957–Xanxerê, 30.04.2013) | Partido Progressista (PP)                          | 424   | 4,28 | 2º mandato  |
| 9 | Armindo Andreis, (Bica) (Itatiba do Sul, 16.09.1954–)                               | Partido Progressista (PP)                          | 406   | 4,09 | 2º mandato  |

## 11ª Legislatura (2001–2004)
Estes são os vereadores eleitos nas eleições de 1º de outubro de 2000, pelo período de 1º de janeiro de 2001 a 31 de dezembro de 2004:
|    | Nome                                                                               | Partido                                        | Votos | %    | Observações |
| -- | ---------------------------------------------------------------------------------- | ---------------------------------------------- | ----- | ---- | ----------- |
| 1  | Euclides José Pensin, Clide (??, 27.06.1957–)                                      | Partido da Social Democracia Brasileira (PSDB) | 641   | 7,22 | 2º mandato  |
| 2  | Francisco Nicolau Verginaci, Chico (2001-2002) (Santa Bárbara do Sul, 23.07.1960–) | Partido Progressista Brasileiro (PPB)          | 513   | 5,78 | 2º mandato  |
| 3  | Marlene Agheta Piccinin, da Saúde (Ibiraiaras, 15.05.1957–Xanxerê, 30.04.2013)     | Partido Progressista Brasileiro (PPB)          | 453   | 5,10 | 1º mandato  |
| 4  | Rosane Fátima Coronetti Domanski (Guaraniaçu, 22.07.1972–)                         | Partido da Frente Liberal (PFL)                | 443   | 4,99 | 1º mandato  |
| 5  | Otílio da Câmara (Erechim, 28.07.1939–)                                            | Partido Progressista Brasileiro (PPB)          | 387   | 4,36 | 5º mandato  |
| 6  | Denilson Luiz Rodrighero (Abelardo Luz, 20.07.1965–)                               | Partido Trabalhista Brasileiro (PTB)           | 383   | 4,31 | 1º mandato  |
| 7  | Geraldo Gotardo (Nova Prata, 25.02.1959–)                                          | Partido Progressista Brasileiro (PPB)          | 383   | 4,31 | 1º mandato  |
| 8  | Maicon Antônio Kleinebing (União da Vitória, 29.03.1975–)                          | Partido da Frente Liberal (PFL)                | 364   | 4,10 | 2º mandato  |
| 9  | Luiz Alberto Piccinin, Nego Fabris (Joaçaba, 17.12.1957–)                          | Partido da Frente Liberal (PFL)                | 340   | 3,83 | 3º mandato  |
| 10 | Ademir Antonio Cappellesso, Capeleso (Joaçaba, 14.08.1964–)                        | Partido Democrático Trabalhista (PDT)          | 311   | 3,50 | 1º mandato  |
| 11 | Mirian Fátima Bodaneze (2003-2004) (??, 05.05.1969–)                               | Partido Democrático Trabalhista (PDT)          | 297   | 3,34 | 2º mandato  |

## 10ª Legislatura (1997–2000)
Estes são os vereadores eleitos nas eleições de 3 de outubro de 1996, pelo período de 1º de janeiro de 1997 a 31 de dezembro de 2000:
|   | Nome                                                            | Partido                                            | Votos | %    | Observações |
| - | --------------------------------------------------------------- | -------------------------------------------------- | ----- | ---- | ----------- |
| 1 | Otílio da Câmara (Erechim, 28.07.1939–)                         | Partido Democrático Trabalhista (PDT)              | 653   | 8,17 | 4º mandato  |
| 2 | Euclides José Pensin (??, 27.06.1957–)                          | Partido da Social Democracia Brasileira (PSDB)     | 586   | 7,33 | 1º mandato  |
| 3 | Luiz Alberto Piccinin (1997-1998) (Joaçaba, 17.12.1957–)        | Partido da Frente Liberal (PFL)                    | 436   | 5,45 | 2º mandato  |
| 4 | Joares Vitório Rotava (1999-2000) (??, 01.04.1962–)             | Partido do Movimento Democrático Brasileiro (PMDB) | 426   | 5,33 | 2º mandato  |
| 5 | Armindo Andreis (Itatiba do Sul, 16.09.1954–)                   | Partido Democrático Trabalhista (PDT)              | 396   | 4,95 | 1º mandato  |
| 6 | Luiz Vesso Marcolan (Abelardo Luz, 25.07.1956–)                 | Partido Democrático Trabalhista (PDT)              | 370   | 4,63 | 1º mandato  |
| 7 | Francisco Nicolau Verginaci (Santa Bárbara do Sul, 23.07.1960–) | Partido Progressista Brasileiro (PPB)              | 326   | 4,08 | 1º mandato  |
| 8 | Maicon Antônio Kleinebing (União da Vitória, 29.03.1975–)       | Partido Progressista Brasileiro (PPB)              | 306   | 3,83 | 1º mandato  |
| 9 | Mirian Fátima Bodaneze (??, 05.05.1969–)                        | Partido Democrático Trabalhista (PDT)              | 261   | 3,27 | 1º mandato  |

## 9ª Legislatura (1993–1996)
Estes são os vereadores eleitos nas eleições de 3 de outubro de 1992, pelo período de 1º de janeiro de 1993 a 31 de dezembro de 1996:
|   | Nome                                                     | Partido                                            | Votos | %    | Observações |
| - | -------------------------------------------------------- | -------------------------------------------------- | ----- | ---- | ----------- |
| 1 | Joares Vitório Rotava (??, 01.04.1962–)                  | Partido do Movimento Democrático Brasileiro (PMDB) | 359   | 5,13 | 1º mandato  |
| 2 | Cleomar Finger (1993-1994) (Lagoa Vermelha, 09.10.1965–) | Partido da Frente Liberal (PFL)                    | 357   | 5,10 | 2º mandato  |
| 3 | Pedro Nora                                               | Partido da Frente Liberal (PFL)                    | 317   | 4,53 | 1º mandato  |
| 4 | Sebastião Vitt Cândido (Araranguá, 24.01.1946–)          | Partido da Frente Liberal (PFL)                    | 289   | 4,13 | 1º mandato  |
| 5 | Luiz Alberto Piccinin (Joaçaba, 17.12.1957–)             | Partido da Frente Liberal (PFL)                    | 272   | 3,89 | 1º mandato  |
| 6 | Eldi Zanchet (Xanxerê, 17.02.1952–)                      | Partido Democrático Trabalhista (PDT)              | 258   | 3,69 | 3º mandato  |
| 7 | Vercino Zanchet (Abelardo Luz, 1937–07.11.2017)          | Partido Democrático Trabalhista (PDT)              | 249   | 3,56 | 2º mandato  |
| 8 | Raul Getúlio Teixeira (1995-1996)                        | Partido Democrático Trabalhista (PDT)              | 232   | 3,31 | 1º mandato  |
| 9 | Adelar Francisco Pastore                                 | Partido Democrático Social (PDS)                   | 214   | 3,05 | 1º mandato  |

## 8ª Legislatura (1989–1992)
Estes são os vereadores eleitos nas eleições de 15 de novembro de 1988, pelo período de 1º de janeiro de 1989 a 31 de dezembro de 1988:
|   | Nome                                            | Partido                                            | Votos | %    | Observações |
| - | ----------------------------------------------- | -------------------------------------------------- | ----- | ---- | ----------- |
| 1 | Eldi Zanchet (1989-1990) (Xanxerê, 17.02.1952–) | Partido da Frente Liberal (PFL)                    | 414   | 4,66 | 2º mandato  |
| 2 | Aderbal dos Santos Reis (1991-1992)             | Partido Democrático Social (PDS)                   | 349   | 3,93 | 1º mandato  |
| 3 | David Scarabelotti                              | Partido do Movimento Democrático Brasileiro (PMDB) | 339   | 3,82 | 1º mandato  |
| 4 | Laury Luiz Deon                                 | Partido do Movimento Democrático Brasileiro (PMDB) | 323   | 3,64 | 1º mandato  |
| 5 | Pedro Nora                                      | Partido da Frente Liberal (PFL)                    | 314   | 3,54 | 1º mandato  |
| 6 | Enor Antonio Pazinato                           | Partido da Frente Liberal (PFL)                    | 312   | 3,52 | 1º mandato  |
| 7 | Cleomar Finger (Lagoa Vermelha, 09.10.1965–)    | Partido da Frente Liberal (PFL)                    | 277   | 3,12 | 1º mandato  |
| 8 | Otílio da Câmara (Erechim, 28.07.1939–)         | Partido do Movimento Democrático Brasileiro (PMDB) | 242   | 2,73 | 3º mandato  |
| 8 | Darcílio Nadin (??, 14.01.1964–)                | Partido do Movimento Democrático Brasileiro (PMDB) | 179   | 2,02 | 1º mandato  |

## 7ª Legislatura (1983–1988)
Estes são os vereadores eleitos nas eleições de 15 de novembro de 1982:
|   | Nome                                                                         | Partido                                            | Votos | %    | Observações |
| - | ---------------------------------------------------------------------------- | -------------------------------------------------- | ----- | ---- | ----------- |
| 1 | Valdir Dalmolin                                                              | Partido do Movimento Democrático Brasileiro (PMDB) | 479   | 7,84 | 1º mandato  |
| 2 | Eldi Zanchet (Xanxerê, 17.02.1952–)                                          | Partido Democrático Social (PDS)                   | 348   | 5,70 | 1º mandato  |
| 3 | Valdir Luiz Stefani                                                          | Partido Democrático Social (PDS)                   | 324   | 5,30 | 1º mandato  |
| 4 | Maria de L. B. dos Santos                                                    | Partido do Movimento Democrático Brasileiro (PMDB) | 309   | 5,06 | 1º mandato  |
| 5 | Airton Dall Agnol                                                            | Partido Democrático Social (PDS)                   | 299   | 4,90 | 1º mandato  |
| 6 | Vercino Zanchet (1985-1986) (Abelardo Luz, 1937–07.11.2017)                  | Partido do Movimento Democrático Brasileiro (PMDB) | 258   | 4,22 | 1º mandato  |
| 7 | Nildo Santin                                                                 | Partido do Movimento Democrático Brasileiro (PMDB) | 244   | 3,99 | 1º mandato  |
| 8 | Otílio da Câmara (Erechim, 28.07.1939–)                                      | Partido Democrático Social (PDS)                   | 237   | 3,88 | 2º mandato  |
| 9 | Jacir João Tirloni (1983-1984) (Nova Trento, 19.09.1942–Tijucas, 09.04.2019) | Partido Democrático Social (PDS)                   | 226   | 3,70 | 1º mandato  |
| — | Claudir Fávero (1987-1988)                                                   | Partido do Movimento Democrático Brasileiro (PMDB) | 215   | 3,52 | 1º mandato  |

## 6ª Legislatura (1977–1982)
Estes são os vereadores eleitos nas eleições de 15 de novembro de 1976:
|   | Nome                                                      | Partido                                | Votos | Observações |
| - | --------------------------------------------------------- | -------------------------------------- | ----- | ----------- |
| 1 | Plínio Fuzinatto                                          | Movimento Democrático Brasileiro (MDB) | 398   | 1º mandato  |
| 2 | Orides Dal Bem                                            | Aliança Renovadora Nacional (ARENA)    | 387   | 1º mandato  |
| 3 | Paulo Guedes Machado (1979-1980)                          | Aliança Renovadora Nacional (ARENA)    | 372   | 1º mandato  |
| 4 | Genésio V. Cândido                                        | Movimento Democrático Brasileiro (MDB) | 356   | 1º mandato  |
| 5 | Lécio Luiz Panisson (1977-1978) (Machadinho, 25.09.1943–) | Aliança Renovadora Nacional (ARENA)    | 335   | 1º mandato  |
| 6 | Itacir Cattapan                                           | Aliança Renovadora Nacional (ARENA)    | 296   | 1º mandato  |
| 7 | Maximino A. Rodighiero (1981-1982)                        | Movimento Democrático Brasileiro (MDB) | 263   | 1º mandato  |
| 8 | Otílio da Câmara (Erechim, 28.07.1939–)                   | Aliança Renovadora Nacional (ARENA)    | 237   | 1º mandato  |
| 9 | Aracy Romano (02 a 08.1981)                               | Movimento Democrático Brasileiro (MDB) | 202   | 1º mandato  |

## 2ª Legislatura (1964–1966)
Estes são os vereadores eleitos nas eleições de 6 de outubro de 1963:

## Legenda
| cor  | significado          |
| Bege | Presidente da Câmara |
| Azul | Suplente             |